# Ушаков, Константин Петрович
Константин Петрович Ушаков (май 1896, село Гайворон, Черниговская губерния, Российская империя — 16 июля 1943, Свободлаг, Хабаровский край, СССР) — русский и советский военачальник, кавалерист, комдив (1935).

## Начало военной карьеры
Родился в селе Гайворон Черниговской губернии в семье потомственного русского дворянина, агронома, имел сестру Марию (1890 г.р.). В 1913 окончил Московскую 11-ю казенную гимназию и поступил на техническое отделение Московского коммерческого института (учился 4 семестра). В феврале 1915, во время Первой мировой войны, пошел в армию, окончил ускоренный курс спецкласса Пажеского корпуса и Пехотные курсы для офицеров кавалерии при штабе 5-й армии. Участвовал в боевых действиях на Северо-Западном фронте в составе Александрийского 5-го гусарского полка, командир эскадрона, героически прикрывал отход русских войск, оставлявших Ригу до района Пскова (октябрь 1917). Последний чин в старой армии – штабс-ротмистр.

## Гражданская война
В ноябре 1917 сформировал и возглавил революционный эскадрон Красной Гвардии, с которым в 1918 участвовал в боях с германскими интервентами (в РККА с февраля 1918). Помощник командира, с июня 1918 – командир Оренбургского кавалерийского полка, сформированного на базе Александрийского 5-го гусарского полка. Активный участник боевых действий на Восточном (в районе Оренбурга) и Туркестанском фронтах против Вооружённых сил Юга России. Командиром сводного Жлобинского революционного полка участвовал в боях против войск атамана А. И. Дутова. С января 1919 командир отдельной кавалерийской бригады 1-й армии (впоследствии 2-й кавалерийской бригады 3-й Туркестанской кавалерийской дивизии 1-й армии). Отличился при освобождении Актюбинска от белогвардейцев — 2 сентября 1919 года его части первыми ворвались в город. С января 1920 командир 3-й кавалерийской бригады 3-й Туркестанской кавалерийской дивизии, а в апреле–июле 1920 временно исполнял должность начальника 5-й Туркестанской кавалерийской дивизии. Член РКП(б) с 11 марта 1920 года. С августа 1920 командир бригады 3-й Туркестанской кавалерийской дивизии, с сентября 1921 – 7-й Отдельной (с июля 1922 — 2-й Туркестанской) кавалерийской бригады. В боях был 18 раз ранен, признан инвалидом, однако с военной службы уходить не пожелал. В апреле 1921 был судим Ревтрибуналом и приговорён к 3 годам принудительных работ (амнистирован, "по моему убеждению судим неправильно за революционный образ действия").
Участвовал в боевых действиях против басмачей в Ферганской области.

## Послевоенные годы
В 1924–1926 годах – инспектор кавалерии Туркестанского фронта. В 1926–1928 годах – начальник Тверской кавалерийской школы.
Командовал 8-й отдельной кавалерийской бригадой.
Окончил Высшие академические курсы при Военной Академии имени М. В. Фрунзе. После окончания ВАК – командир 1-й отдельной Туркестанской кавалерийской бригады. С августа 1924 инспектор кавалерии Туркестанского фронта. С октября 1926 по декабрь 1927 начальник Тверской кавалерийской школы. С января 1928 командир 8-й отдельной Туркестанской кавалерийской бригады. В 1929 окончил КУВНАС при Военной академии имени М. В. Фрунзе.
С октября 1929 бессменный командир 9-й Крымской кавалерийской дивизии 2-го кавалерийского корпуса Киевского военного округа. В 1930 окончил курсы командиров-единоначальников при Военно-политической академии имени Н. Г. Толмачева.
26 ноября 1935 года присвоено звание комдива. Служил в КВО.

## Арест и жизнь в лагере
В августе 1937 зачислен в распоряжение Управления по командно-начальствующему составу РККА. В конце 1937 года был исключён из ВКП(б) «за связь с чуждыми элементами и за притупление политической бдительности». В январе 1938 по политическому недоверию уволен в запас, после чего уехал в Москву, чтобы подать жалобу в КПК при ЦК ВКП(б), где и был арестован 21 февраля 1938 года, а затем этапирован в Киев.
Ему были предъявлены обвинения по статьям 54-1"б", 54-8, 54-11 УК УССР, суть которых состояла в том, что он якобы был членом военного заговора, членом РОВСа, по заданию которого проводил подрывную работу в 9-й кавалерийской дивизии, а также занимался шпионажем в пользу иностранного государства. Подвергался пыткам, в результате чего сознался в предъявленных обвинениях, в том числе показал, что в военный заговор его завербовал комдив М. А. Демичев, к тому времени уже давно расстрелянный; кроме того, назвал нескольких офицеров своей дивизии, которых будто бы завербовал в заговор сам. Однако затем отказался от этих показаний. На суде 20 июля 1939 года виновным себя не признал и заявил, что все показания, данные на предварительном следствии, являются ложными. Военная коллегия Верховного суда СССР приговорила его к 15 годам исправительно-трудовых лагерей и пяти годам поражения в правах, а также к лишению звания.
Сначала отбывал наказание на Колыме, затем во Владивостоке, в сентябре 1940 года был этапирован в Находку. Здесь он встретился с другим осуждённым комдивом – А. В. Горбатовым, который, возвращался в Москву для пересмотра дела. Впоследствии генерал армии Горбатов так описывал эту встречу:

В бухте Находка, торжественно-радостные, мы покинули пароход и вступили, как говорили, на Большую землю, хотя для нас она была всего лишь деревянными бараками. В тот же день, придя за кипятком, я встретил К. Ушакова, бывшего командира 9-й кавдивизии. Его когда-то называли лучшим из командиров дивизий; здесь наш милый Ушаков был бригадиром, командовал девятью походными кухнями и считал себя счастливчиком, получив такую привилегированную должность.
Мы обнялись, крепко расцеловались. Ушаков не попал на Колыму по состоянию здоровья: старый вояка, он был ранен восемнадцать раз во время борьбы с басмачами в Средней Азии. За боевые заслуги имел четыре ордена.
За то время, пока мы жили в Находке, у Ушакова произошли перемены к худшему: его сняли с должности бригадира и назначили на тяжёлые земляные работы. Начальство спохватилось, что осуждённым по 58-й статье занимать такие должности не положено, когда под рукой есть «уркаганы» или «бытовики»…

…Накануне отъезда из бухты Находка я нашел Костю Ушакова в канаве, которую он копал. Небольшого роста, худенький, он, обессиленный, сидел, склонив голову на лопату. Узнав, что я завтра уезжаю, он просил сказать там, в Москве, что он ни в чём не виноват и никогда не был «врагом народа».

Снова крепко обнялись, поцеловались и расстались навсегда. Конечно, я добросовестно выполнил его просьбу, всё передал, где было возможно. Но вскоре после нашей встречи он умер.

За время своего пребывания в лагере написал множество жалоб в различные инстанции. Одна из них на имя К. Е. Ворошилова дошла до адресата. Маршал Советского Союза наложил на ней резолюцию:

Главному военному прокурору т. Гаврилову. Прошу разобраться в этом деле. Ушакова знаю с хорошей стороны. Результаты сообщите. Ворошилов. 28/VII-40

Однако ГВП оставила жалобу Ушакова без удовлетворения, выслав ему своё решение, согласно которому, по мнению сотрудников ГВП, он был осуждён обоснованно. Всё же уже в годы Великой Отечественной войны Ушаков сумел добиться изменения ему приговора – отмены поражения в правах, применения отсрочки исполнения приговора и разрешения ехать на фронт. В тот момент он отбывал наказание в Свободлаге. Но к тому времени, когда документ дошёл до Ушакова, он был уже тяжело болен и через несколько дней – 16 июля 1943 – скончался от пеллагры.
14 марта 1957 года определением ВКВС полностью реабилитирован.
Владел французским и немецким языками.

## Награды
- Три ордена Красного Знамени (20.12.1919, 1922, 03.10.1923, знаки ордена № 315, 2142, 2430)
- Орден Трудового Красного Знамени Узбекской ССР (1928)